# Kyū Sakamoto
- Commons

Kyu Sakamoto, ou Hisashi Sakamoto (do japonês: 坂本 九; onde 九: "o nono filho”; em Hepburn: "Sakamoto Kyū" ou "Sakamoto Hisashi") (Kawasaki, 10 de dezembro de 1941 — Ueno, 12 de agosto de 1985), foi um ator e cantor japonês.
O asteroide 6980 Kyusakamoto foi batizado em sua homenagem.
Suas músicas foram trilhas de fundo nos quadros de humor do extinto programa Francisco Barbosa na Rádio Globo.

## Biografia
Kyu ou Hisaki, nasceu na periferia da cidade japonesa de Kawasaki (província de Kanagawa), em 1941 durante a Segunda Guerra Mundial, sendo o menor de 9 irmãos do casal Hiroshi e Iku. Em 1944, após um ataque aéreo a Tóquio e Kanagawa, a mãe levou as crianças mais novas para refugiarem na casa dos avós, na área rural da cidade japonesa de Kasama (província de Ibaraki), mas retornando em 1949 para Kawasaki.
Na época de estudo do nível secundário, com 13 anos começou a cantar, e em 1958 se integrou ao grupo vocal “Drifters” como vocalista. Onde permaneceu apenas seis meses devido insatisfações com sua posição de cantor secundário. Então em 1960, partir para a carreira solo, consagrando-se no Japão com a musica “Ue o muite aruko” (上を向いて歩こ, em português: “Caminhemos com o olhar para o alto"), mais conhecida internacionalmente como “Sukiyaki” (escrita pelo letrista Rokusuke Ei e pelo compositor Hachidai Nakamura). Esta em 1963, atingiu o primeiro lugar na lista "Billboard Pop Singles" nos Estados Unidos da América.
Ultrapassando mais de 13 milhões de cópias vendidas, tornou-se a canção japonesa mais difundida internacionalmente. Em 2011, o grupo “Sing Out from Japan” regravaram e lançaram um clip desta.
Morreu tragicamente em 1985 no acidente do voo Japan Airlines 123. Antes do impacto da aeronave com o solo escreveu um bilhete para sua esposa Yukiko Kashiwagi,[carece de fontes?] com quem teve dois filhos.

## Álbuns
- Sukiyaki And Other Japanese Hits (1963)
- Kyu Sakamoto Memorial Best (2005)
- Kyu Sakamoto CD & DVD The best (2005)

## Filmografía
- Takekurabe (1955)
- Subete Ga Kurutteru (1960)
- Kigeki: ekimae danchi (1961)
- Ushichi jini aimasho (1963)
- Shiawase nara te o tatake "Aplaude cuando estes feliz" (1964)
- Garibā no Uchū Ryokō "Los viajes de Gulliver mas alla de la luna" (1965)
- Kyu-chan no Dekkai Yume "El gran sueño de Kyu-Chan" (1967)
- Tokkan (1975)